# Leśny Dwór (województwo dolnośląskie)
Leśny Dwór – osada leśna w Polsce położona w województwie dolnośląskim, w powiecie bolesławieckim, w gminie Osiecznica, powstała 1 stycznia 2003 jako leśniczówka. 